# Федутенко Надія Никифорівна
Надія Никифорівна Федутенко (рос. Надежда Никифоровна Федутенко; 30 вересня 1915, Ракитне — 30 січня 1978) — радянська військова льотчиця, Герой Радянського Союзу (1945), в роки німецько-радянської війни командир авіаційної ескадрильї 125-го гвардійського бомбардувального авіаційного полку 4-ї гвардійської бомбардувальної авіаційної дивізії 1-го гвардійського бомбардувального авіаційного корпусу 3-ї повітряної армії 1-го Прибалтійського фронту, гвардії майор.

## Біографія
Народилася 30 вересня 1915 року в селі Ракитному (нині селище міського типу Бєлгородської області), в селянській родині. Росіянка. Член ВКП(б) з 1940 року. Закінчила сім класів неповної середньої школи, школу фабрично-заводського навчання, в 1935 році — школу Цивільного повітряного флоту в місті Тамбові. Працювала в Цивільному повітряному флоті СРСР.
У Червоній Армії з 1941 року. На фронтах німецько-радянської війни з червня 1941 року. У 1942 році закінчила курси льотної підготовки при Енгельській військовій авіаційній школі пілотів. Воювала на Південно-Західному, 1-му Прибалтійському фронтах.
До грудня 1944 року гвардії майор Н. Н. Федутенко виконала 56 бойових вильотів на літаку Пе-2 на бомбардування скупчень живої сили і техніки противника, завдавши йому значних втрат. Скинула 50,4 тонни бомб. Особисто сама і в складі груп завдала противнику значні втрати в живій силі і бойовій техніці. Підірвала три склади з боєприпасами, три залізничні ешелони, знищила п'ять кулеметних точок, до 30 машин і 12 танків.

Могила Надії Федутенко

З 1946 року гвардії майор Н. Н. Федутенко — в запасі. До 1954 року перебувала на партійній роботі в містах Хабаровську і Іркутську. Жила в Києві. Померла 30 січня 1978 року. Похована в Києві на Байковому кладовищі.

## Нагороди
Указом Президії Верховної Ради СРСР від 18 серпня 1945 року за успішне командування ескадрильєю, зразкове виконання бойових завдань командування і проявлені мужність і героїзм у боях з німецько-фашистськими загарбниками гвардії майору Надії Никифорівні Федутенко присвоєно звання Героя Радянського Союзу з врученням ордена Леніна і медалі «Золота Зірка» (№ 7930).
Також була нагороджена двома орденами Червоного Прапора (05.09.1943, 10.06.1944), орденом Вітчизняної війни 1-го ступеня (04.06.1943) і медалями.

## Пам'ять

меморіальна дошка

- Ім'я Надії Федутенко носила бригада на трубному заводі міста Волзький Волгоградської області.
- Портрет льотчиці у 1973 році написав художник Костянтин Крилов[1].
- У Києві на будинку по вулиці Микільсько-Ботанічній, 17/4, в якому в 1970–1976 роках жила Н. Н. Федутенко, в 1986 році встановлена бронзова меморіальна дошка (скульптор Валентина Дяченко, архітектор Радомир Юхтовський).